# 鬼怪計程車
《鬼怪計程車》，為韓國ENA於2023年3月1日起播出的水木連續劇，亦是Genie TV的原創電視劇，是一部以專門經營鬼客人的計程車為題材的電視劇。以實現鬼神們最後願望的計程車司機為中心，敘述多種多樣的故事。
香港、東南亞、中東及南非等17個地區由Viu發行，作為Viu Original原創劇集於3月1日起獨家播出。台灣由friDay影音自2023年3月1日起每週三、四獨家播出。

## 演員陣容

### 主要人物
| 演員                    | 角色   | 介紹 | 粵語配音            |
| 尹燦榮 （童年：李瑞振） | 徐英敏 | 只要解決車費，無論哪裏都油門踩到底、全速前進的生計型計程車司機。爲了守護和祖母一起生活的房子，他放棄了警察的志願，握起方向盤，繼承了去世母親的計程車。某天，失去記憶的靈魂智賢突然出現在他面前，隨後在智賢的慫恿之下，兩人合夥經營起了鬼怪專用計程車。在一次次的互動中，他偶然發現了智賢似乎與母親的死有所關聯。為了找回智賢失去的記憶也為了查明母親死亡的真相，兩人就這麼行動了起來。 | 杜景煜 童年：梁瑞芬 |
| 方珉雅                  | 姜智賢 | 偶然出現在英敏面前、依附在一臺舊型手機上的失憶靈魂。無法忍受不義，也無法放著困難的人們不管。爲了實現鬼魂們最後的願望，和英敏合夥經營起了鬼怪專用計程車。 | 石梓晴              |
| 金玟錫 （童年：趙淵浩） | 都圭鎮 | 急診室醫生。實力出眾，面對緊急狀況下也毫不動搖。相貌出色，為人親切；樂善好施，也進行醫療援助，種種美名在外因而為人所景仰。但在這樣的美名之下似乎隱藏了什麼天大的秘密。 | 黃榮璋 童年：王夢華 |

### 東坡警察署
| 演員   | 角色                           | 介紹 | 粵語配音 |
| 朴正學 | 姜亨秀 （香港Now譯名為姜炯秀） | 北大門警察署廣域二科科長，被罪犯們稱作「陰間使者」的凶惡刑警，智賢的父親。事件發生當日在自家門前發現了昏迷的智賢，送醫治療後發現有人試圖二次殺害她而將其隱密地保護起來。為親自抓捕傷害女兒的犯人而行動。 | 陳力航   |
| 金承洙 | 池昌錫                         | 東坡警察署重案二組組長。接手了迷點重重的姜智賢被害事件，以自己的方法接近事件的真相。心思縝密，總能在龐雜的資訊中察覺不尋常之處。對徐英敏這個謎團重重又擅自行動的少年感到頭疼。                           | 鄧燦陽   |
| 禹泰河 | 白泰宇                         | 東坡警察署重案二組組員，昌錫的下屬。 | 周倚天   |

### 大熏醫院
| 演員   | 角色   | 介紹 | 粵語配音 |
| 許智娜 | 金熙妍 | 大勳醫院急診室護士長，以熟練、快速的工作能力在院內出名的資深護士，也是圭鎮認識多年的姐姐。為了守護圭鎮她可以做出任何事情。 | 梁瑞芬   |
| 李惠靜 | 尹素利 | 大勳醫院急診室新人護士，徐英敏的大學同學。                                                                                 | 楊樂瑤   |
| 李圭賢 | 金政宇 | 大勳醫院急診室護士，討厭眾人愛戴的都圭鎮因而不為人所待見。因竊取藥品而被趕出大勳醫院。                                     | 郭浩勤   |

### 英敏家
| 演員   | 角色   | 介紹                                                                                             | 粵語配音 |
| 朴惠珍 | 朴文子 | 英敏的祖母。沉迷智慧手機到手腕甚至會扭傷的程度的，新潮的奶奶。一天到晚叨唸著讓英敏早點交女朋友。 | 陳安瑩   |
| 李慧殷 | 金珍淑 | 英敏的母親，計程車司機。透過Taxi Cop與智賢認識，也因此被捲入智賢調查的案件中。                   | 王夢華   |

### 黑雲交通
| 演員   | 角色   | 介紹 | 粵語配音 |
| 崔泰煥 | 羅錫鎮 | 英敏認識的哥哥，有錢人家的搗蛋鬼小兒子。古靈精怪又常常裝模作樣，但卻讓人討厭不起來。爺爺是黑雲交通公司的代表。 | 周倚天   |
| 趙美女 | 李恩秀 | 計程車司機，帶著失智母親一同工作的孝女。                                                                       | 王夢華   |
| 崔初友 | 鄭美淑 | 恩秀的母親。雖然失智，但靈魂卻記得關於恩秀的一切。                                                             | 梁瑞芬   |

### 特別出演
| 演員                                    | 角色          | 介紹 | 粵語配音 | 出場集數 |
| 文熙景                                  | 朴慶花/金賢嵋 | 炳哲生母的獄友，假冒成炳哲的母親意圖詐取保險金。 | 梁瑞芬   | 2-3      |
| 全昭旻                                  |               | 黑衣長髮的自由路鬼魂。以情報代替車資，給英敏和智賢介紹了鬼魂們聚集的熱門場所。                                                                       | 梁瑞芬   | 4        |
| nAVI                                    |               | 電台DJ。 |          | 6        |
| 金正泰                                  | 高斗江        | 徘徊在大勳醫院五年的遊魂，前職刑警，智賢父親多年的搭檔。妻子去世後因無力獨自照顧孩子便將女兒託付給了姐姐，在女兒不告而別前往美國留學後便再沒見過她。 | 李家傑   | 7-8      |
| 全烋星 嬰孩、幼年、童年、少女：有待確認 | 高世羅        | 斗江的女兒，美國MTI大學機器人工程學教授。母親去世後便被父親託付在了姑姑家，多年來一直認為自己是被拋棄的因而對父親心懷怨恨。                          | 王綺婷   | 8        |
| 宋玧妸                                  | 毛彩鈴        | 一山大榮洞的失踪鬼魂。 | 王綺婷   | 12       |

### 其他人物
| 演員   | 角色                           | 介紹 | 粵語配音 |
| 夏京   | 李棟昱                         | 清潭洞花公子，頗具實力的男巫。供奉朝鮮時代的同性戀將軍神，為此也曾多次惹上糾紛。在一次偶然的機會中搭上了英敏的計程車並結識了英敏與智賢，其後也多次憑藉其能力提供二人協助。 | 郭浩勤   |
| 鄭廷雅 |                                | 佯裝能驅邪的薩滿法師。 | 梁瑞芬   |
|        |                                | 恩秀的乘客。 | 王綺婷   |
| 金善赫 | 金炳哲 （香港Now譯名為金並哲） | 鬼怪計程車的第一位客人。育幼院出身，新婚第一個月便死於職災。 | 楊耀泰   |
| 吳秀貞 | 朴素妍 （香港Now譯名為朴昭賢） | 炳哲的妻子，與炳哲為同個育幼院出身。丈夫離世後意外發現自己懷有身孕。 | 王綺婷   |
| 金康一 |                                | 朴慶花的男友，二人合謀一起騙取賠償金。 | 郭浩勤   |
|        |                                | 大熏醫院財務組組長，負責並哲意外離世一事的賠償金。 | 陳力航   |
| 鄭鐘宇 | 具奉                           | GB偵探事務所所長，受人委託拍下遺屬們的照片。 | 楊耀泰   |
|        |                                | 意外離世小孩的媽媽。 | 王綺婷   |
|        |                                | 圭鎮的病人，因頭痛而跌倒入院。 | 陳力航   |
|        |                                | 為英敏推薦戒指的珠寶店職員。 | 王夢華   |
| 朴宣浩 | 金信宇                         | 鬼怪計程車顧客，智賢的高中同學。遺願是希望和初戀智賢一起約會。 | 陳漢祺   |
| 張勝律 | 崔河俊                         | 能夠看見鬼魂的男孩，為尋找失蹤的姐姐而找上鬼怪計程車尋求幫助。 | 梁瑞芬   |
| 黃寶雲 | 崔河律                         | 河俊的姐姐，富正義感的優良學生。為保護佳恩，在和霸凌者爭執的過程中跌落山坡，陷入昏迷。                                                                                     | 莫曉晴   |
| 朴持厚 | 尹佳恩                         | 河律的同學，和河律在同間便利商店打工。在一次困難中河律替其解圍隨後兩人便成了朋友。目睹河律跌落山坡的全部經過卻不敢道出真相，最後仍出於良心向英敏和智賢兩人坦白。           | 王綺婷   |
| 申伊俊 | 崔美羅                         | 河律的同學，洪宣女子中學的學生，經常霸凌其他女學生。 | 楊樂瑤   |
|        | 趙江心                         | 王夢華 |          |
|        |                                | 成樂怡 |          |
|        |                                | 洪宣女子中學的學生，為英敏指出佳恩的人。 | 梁瑞芬   |
|        |                                | 遊戲機店職員，曾記得見過河律和朋友一起到店鋪。 | 周倚天   |
|        |                                | 佳恩兼職的白山便利店老闆。 | 陳力航   |
| 鄭在潤 |                                | 為佳恩代購煙的男人。 | 鄧燦陽   |
|        |                                | 白山便利店的兼職員工，被美羅等人霸凌的女中學生。 | 梁瑞芬   |
|        |                                | 高世羅的媽媽。 | 王夢華   |
|        |                                | 負責高世羅演講的工作人員。 | 楊耀泰   |
|        |                                | 負責高世羅演講的工作人員，在其險被砸中後趕來詢問。 | 楊樂瑤   |
| 金多菲 | 吳美京                         | 金政宇護理師的愛人。 | 王夢華   |

## 原聲帶
- Part.1（發行日期：2023年3月1日）

| 曲序 | 曲目                   | 演唱   | 时长 |
| ---- | ---------------------- | ------ | ---- |
| 1.   | 黏在一起（들러붙었다） | 柳昇佑 | 2:39 |
| 2.   | 黏在一起（Inst.）      |        | 2:39 |

- Part.2（發行日期：2023年3月09日）

| 曲序 | 曲目                         | 演唱 | 时长 |
| ---- | ---------------------------- | ---- | ---- |
| 1.   | Dream about You（너라는 꿈） | 靜書 | 2:44 |
| 2.   | Dream about You（Inst.）     |      | 2:45 |

- Part.3（發行日期：2023年3月16日）

| 曲序 | 曲目                                      | 演唱 | 时长 |
| ---- | ----------------------------------------- | ---- | ---- |
| 1.   | 你覺得我怎麼樣（그대는 날 어떻게 생각해） | 圭賢 | 4:42 |
| 2.   | 你覺得我怎麼樣（Inst.）                   |      | 4:43 |

- Part.4（發行日期：2023年3月22日）

| 曲序 | 曲目                                           | 演唱        | 时长 |
| ---- | ---------------------------------------------- | ----------- | ---- |
| 1.   | 沒有全心全意去愛（온 맘 다해 사랑하지 않았어） | Jimmy Brown | 3:40 |
| 2.   | 沒有全心全意去愛（Inst.）                      |             | 3:40 |

- Part.5（發行日期：2023年3月30日）

| 曲序 | 曲目                      | 演唱   | 时长 |
| ---- | ------------------------- | ------ | ---- |
| 1.   | 不要費心（애쓰지 말아요） | CHEEZE | 3:40 |
| 2.   | 不要費心（Inst.）         |        | 3:40 |

- Part.6（發行日期：2023年4月06日）

| 曲序 | 曲目          | 演唱   | 时长 |
| ---- | ------------- | ------ | ---- |
| 1.   | 星光（별빛）  | 柳星恩 | 4:19 |
| 2.   | 星光（Inst.） |        | 4:19 |

## 收視率
| 集數       | 播出日期   | 尼爾森收視率     | 尼爾森收視率   |
| 集數       | 播出日期   | 大韓民國（全國） | 首爾（首都圈） |
| ---------- | ---------- | ---------------- | -------------- |
| 1          | 2023/03/01 | 1.140%           |                |
| 2          | 2023/03/02 | 0.7%             |                |
| 3          | 2023/03/08 | 1.050%           | 1.078%         |
| 4          | 2023/03/09 | 0.981%           | 1.114%         |
| 5          | 2023/03/15 | 0.980%           | 1.181%         |
| 6          | 2023/03/16 | 0.960%           | 1.111%         |
| 7          | 2023/03/22 | 1.058%           |                |
| 8          | 2023/03/23 | 0.8%             |                |
| 9          | 2023/03/29 | 0.9%             |                |
| 10         | 2023/03/30 | 1.265%           |                |
| 11         | 2023/04/05 | 0.9%             |                |
| 12         | 2023/04/06 | 1.202%           | 1.369%         |
| 平均收視率 | 平均收視率 | 0.995%           | －             |

- 收視最低的集數以藍色表示，收視最高的集數以紅色表示，而空格則表示該集的收視無相關數據。

## 同時段作品
- tvN 水木連續劇：《神聖的偶像》

## 外部連結
- 韓國ENA官方網站 （页面存档备份，存于） 
- Genie TV官方網站
- Daum上《鬼怪計程車》的資料

## 電視節目的變遷
| ENA 水木連續劇                                  | ENA 水木連續劇                                | ENA 水木連續劇 |
| ----------------------------------------------- | --------------------------------------------- | -------------- |
|                                                 | 鬼怪計程車 （2023年3月1日－2023年4月6日）     |                |
| 能成為陌生人嗎 （2023年1月18日－2023年2月23日） | 寶拉！黛博拉 （2023年4月12日－2023年5月25日） |                |

| 新加坡、 马来西亚、 印度尼西亞 ONE HD 星期四、五 19:50 - 21:05（UTC+8） | 新加坡、 马来西亚、 印度尼西亞 ONE HD 星期四、五 19:50 - 21:05（UTC+8） | 新加坡、 马来西亚、 印度尼西亞 ONE HD 星期四、五 19:50 - 21:05（UTC+8） |
| ----------------------------------------------------------------------- | ----------------------------------------------------------------------- | ----------------------------------------------------------------------- |
|                                                                         | 鬼怪計程車 （2023年4月7日－2023年5月18日）                              |                                                                         |
| 說出你的願望 （2022年9月2日－2022年10月27日）                           | 奇迹的兄弟 （2023年6月29日 - 2023年8月18日）                            |                                                                         |

| 香港 Viu 頻道 每日 22:00 - 23:00            | 香港 Viu 頻道 每日 22:00 - 23:00                         | 香港 Viu 頻道 每日 22:00 - 23:00             |
| ------------------------------------------- | -------------------------------------------------------- | -------------------------------------------- |
|                                             | Delivery Man （2023年10月26日－2023年11月10日）          |                                              |
| 誘餌 （2023年10月9日－2023年10月25日）      | 花書生熱愛史 （2023年11月11日－2023年12月5日）           |                                              |
| 香港 ViuTV 星期一至五 20:30 - 21:30         |                                                          |                                              |
| 犬系戀人 （2024年10月29日－2024年11月21日） | Delivery Man 鬼怪的士 （2024年11月22日－2024年12月13日） | 奇蹟的兄弟 （2024年12月16日－2025年1月16日） |